# Bulletproof Picasso (single)
Bulletproof Picasso is een nummer van de Amerikaanse poprockband Train uit 2014. Het is de derde single van hun gelijknamige zevende studioalbum.
Op dit nummer vergelijkt Train zichzelf met Pablo Picasso. Dit omdat zowel Train als Picasso een lange carrière hebben (gehad) en Picasso volgens frontman Patrick Monahan "al die jaren aan kogels ontkomen is en nog steeds bestaat als artiest". Het nummer werd nergens een hit, maar werd in Nederland wel een klein succesje met een 13e positie in de Tipparade.

## Tracklijst
- Muziekdownload

1. "Bulletproof Picasso" - 3:53